# EC Bergkamener Bären
Die EC Bergkamener Bären sind ein deutscher Fraueneishockeyclub aus Bergkamen in Nordrhein-Westfalen. Die erste Mannschaft des Vereins spielte seit der Gründung der Frauen-Bundesliga 1988 bis 2025 mit Ausnahme einer Saison immer in der höchsten Spielklasse. In der Saison 2004/05 gewann sie die deutsche Meisterschaft, nachdem sie bereits in den Spielzeiten 1983/84 und 1985/86 die Vizemeisterschaft gewonnen hatte. In den Saisons 2005/06 und 2006/07 wurde der EC Bergkamen DEB-Pokalsieger. Der Pokal 2007 wurde dabei erstmals zwischen den besten Mannschaften ausgespielt und nicht nur zwischen denen, die sich nicht für die Playoffs der Bundesliga qualifizieren konnten.
Nach der Saison 2024/25 zog der Vereine seine Mannschaften aus der DFEL und der 2. Liga Nord zurück.

## Geschichte

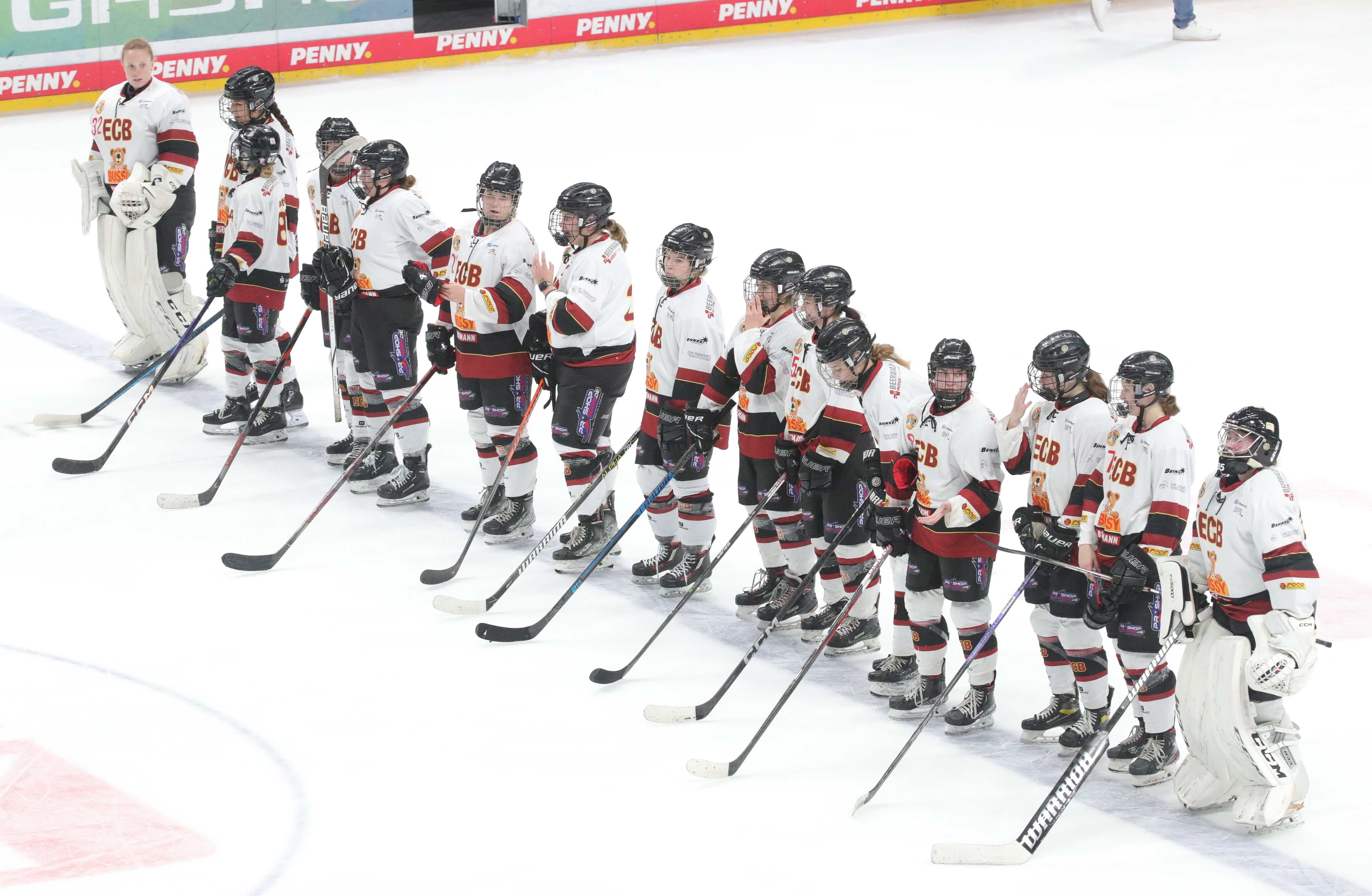
Spielerkader des ECB im November 2023

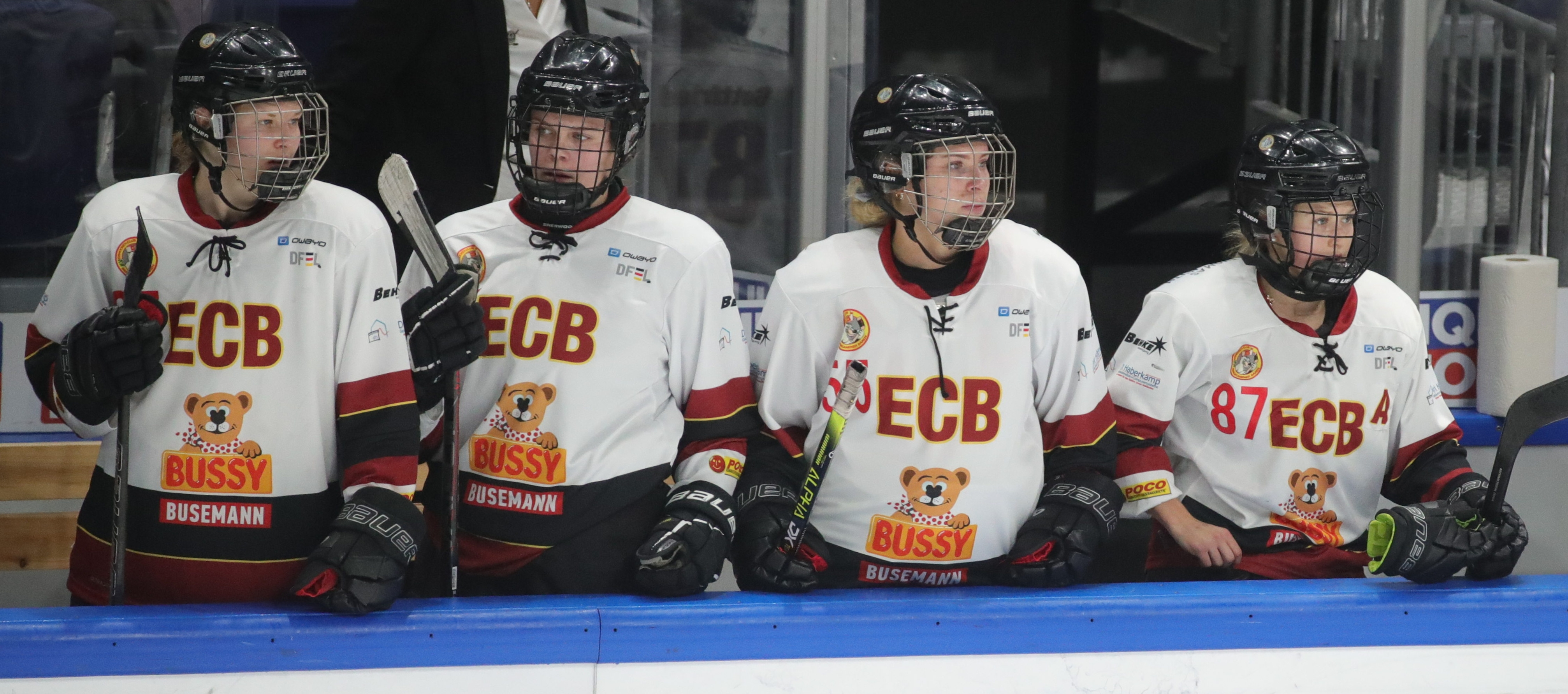
Spielerinnen des ECB (November 2023)

Nach der Vereinsgründung 1982 wurde 1983 erstmals eine Frauenmannschaft gebildet, die nach dem Übertritt von Spielerinnen des ERC Westfalen Dortmund in der Saison 1983/84 erstmals am Spielbetrieb der NRW-Liga teilnahm. Auf Anhieb konnten sich die Bären für die Endrunde um die deutsche Meisterschaft qualifizieren und erreichten dort den Vizemeistertitel. Bis 1988 nahm die Mannschaft ununterbrochen an der Endrunde teil, 1986 konnte der Gewinn der Vizemeisterschaft wiederholt werden. Ab der Saison 1988/89 nahm die Mannschaft an der neu gegründeten Frauen-Bundesliga teil, in der sie bis 1994 ununterbrochen das Finalturnier erreichte.
In der Saison 1997/98 stiegen die Bergkamener Bären aus der Bundesliga ab, schafften allerdings bereits im Folgejahr den Wiederaufstieg aus der NRW-Liga. In der Saison 1999/00 gelang der sportliche Klassenerhalt zwar nicht, durch die Auflösung der Frauenmannschaft des TuS Wiehl konnte der EC Bergkamen allerdings weiter an der Bundesliga teilnehmen. Unter dem langjährigen Trainer Dirk Wefringhaus schaffte die Mannschaft in der Saison 2000/01 erstmals wieder die Qualifikation für das Final-Four-Turnier um die deutsche Meisterschaft, was in den beiden darauffolgenden Spielzeiten nur knapp verpasst wurde. In der Saison 2003/04 gelang erneut die Teilnahme am Final-Four-Turnier, bevor die Mannschaft in der Saison 2004/05 erstmals die deutsche Meisterschaft gewinnen konnte. 2006 und 2007 gewannen die Bären zudem den DEB-Pokal.
Ab der Saison 2001/02 nahm zusätzlich eine zweite Mannschaft am Spielbetrieb in der Landesliga NRW teil. Diese rückte 2007 in die Verbandsliga NRW und nimmt seit der Saison 2008/09 an der 2. Damenliga Nord teil. Ab der Saison 2022/23 spielte sie als SpG EC Bergkamen/ESV Bergkamen in einer Spielgemeinschaft mit dem ESV „Grizzlys“ Bergkamen.

### Platzierungen
| Saison  | Liga            | Platz | Endrunde                              |
| ------- | --------------- | ----- | ------------------------------------- |
| 1983/84 | NRW-Liga        | 3.    | 2.                                    |
| 1984/85 | NRW-Liga        | 2.    | 4.                                    |
| 1985/86 | NRW-Liga        | 2.    | 2.                                    |
| 1986/87 | NRW-Liga        | 2.    | 6.                                    |
| 1987/88 | NRW-Liga        | 2.    | 4.                                    |
| 1988/89 | Bundesliga Nord | 3.    | 4.                                    |
| 1989/90 | Bundesliga Nord | 4.    | 6.                                    |
| 1990/91 | Bundesliga Nord | 4.    | 4.                                    |
| 1991/92 | Bundesliga Nord | 2.    | 3.                                    |
| 1992/93 | Bundesliga Nord | 2.    | 5.                                    |
| 1993/94 | Bundesliga Nord | 2.    | 6.                                    |
| 1994/95 | Bundesliga Nord | 7.    | 1. (Relegation)                       |
| 1995/96 | Bundesliga Nord | 5.    | 1. (Relegation)                       |
| 1996/97 | Bundesliga Nord | 5.    | 1. (Relegation)                       |
| 1997/98 | Bundesliga Nord | 6.    | 4. (Relegation) ▼                     |
| 1998/99 | NRW-Liga        | 1.    | Meister, 3. (Relegation) ▲            |
| 1999/00 | Bundesliga Nord | 6.    | 4. (Relegation)                       |
| 2000/01 | Bundesliga Nord | 2.    | 4. (Zwischenrunde), 3. (Finalturnier) |
| 2001/02 | Bundesliga Nord | 2.    | 6. (Zwischenrunde)                    |
| 2002/03 | Bundesliga Nord | 3.    | 3. (Pokalrunde Nord)                  |
| 2003/04 | Bundesliga Nord | 1.    | 4. (Zwischenrunde), 4. (Finalturnier) |
| 2004/05 | Bundesliga Nord | 2.    | 3. (Zwischenrunde), Meister           |
| 2005/06 | Bundesliga Nord | 4.    | 1. (Pokalrunde Nord), Pokalsieger     |

| Saison  | Liga       | Platz | Endrunde   |
| ------- | ---------- | ----- | ---------- |
| 2006/07 | Bundesliga | 5.    | 5.         |
| 2007/08 | Bundesliga | 4.    | 4.         |
| 2008/09 | Bundesliga | 3.    | 3.         |
| 2009/10 | Bundesliga | 3.    | 3.         |
| 2010/11 | Bundesliga | 3.    | 3.         |
| 2011/12 | Bundesliga | 3.    | 3.         |
| 2012/13 | Bundesliga | 4.    | 4.         |
| 2013/14 | Bundesliga | 4.    | 4.         |
| 2014/15 | Bundesliga | 5.    | 5.         |
| 2015/16 | Bundesliga | 5.    | 5.         |
| 2016/17 | Bundesliga | 4.    | 4.         |
| 2017/18 | Bundesliga | 4.    | 4.         |
| 2018/19 | Bundesliga | 4.    | Halbfinale |
| 2019/20 | Bundesliga | 6.    |            |
| 2020/21 | Bundesliga | 6.    |            |
| 2021/22 | Bundesliga | 6.    |            |
| 2022/23 | Bundesliga | 5.    |            |
| 2023/24 | Bundesliga | 5.    |            |
| 2024/25 | DFEL       | 6.    |            |

| Saison  | Liga             | Platz                   |
| ------- | ---------------- | ----------------------- |
| 2001/02 | Landesliga NRW   | 7.                      |
| 2002/03 | Landesliga NRW   | 3.                      |
| 2003/04 | Landesliga NRW   | 2.                      |
| 2004/05 | Landesliga NRW   | 4.                      |
| 2005/06 | Landesliga NRW   | 2.                      |
| 2006/07 | Landesliga NRW   | 1.                      |
| 2007/08 | Verbandsliga NRW | 1. ▲                    |
| 2008/09 | 2. Liga Nord     | 1.                      |
| 2009/10 | 2. Liga Nord     | 2.                      |
| 2010/11 | 2. Liga Nord     | 2.                      |
| 2011/12 | 2. Liga Nord     | 1.                      |
| 2012/13 | 2. Liga Nord     | 2.                      |
| 2013/14 | 2. Liga Nord     | 1.                      |
| 2014/15 | 2. Liga Nord     | 3.                      |
| 2015/16 | 2. Liga Nord     | 1.                      |
| 2016/17 | 2. Liga Nord     | 2.                      |
| 2017/18 | 2. Liga Nord     | 3.                      |
| 2018/19 | 2. Liga Nord     | 6.                      |
| 2019/20 | 2. Liga Nord     | 5. (Saison abgebrochen) |
| 2020/21 | 2. Liga Nord     | Saison abgebrochen      |
| 2021/22 | 2. Liga Nord     | 3.                      |
| 2022/23 | 2. Liga Nord     | 4.                      |
| 2023/24 | 2. Liga Nord     | 5.                      |
| 2024/25 | 2. Liga Nord     | 7.                      |

### Bedeutende frühere Mannschaften

#### Deutscher Meister 2004/05
| Position      | Name |
| Tor:          | Julia Eweleit, Selina Frey |
| Verteidigung: | Doreen Hanck, Lisa-Marie Kuchnia, Mona Pötzsch, Britta Schwethelm, Claudia Spier, Anja Strohmenger, Claudia Weltermann, Sarah Weyand                                      |
| Sturm:        | Nina Gall, Nicolle Hertrich, Jana Kuß, Andrea Lanzl, Carolin Sauer, Traudel Maluga, Inka Schlueter, Nicole Schmitten, Chantal Schneidereit, Laila Stolte, Julia Wierscher |
| Trainer:      | Robert Bruns |

#### Deutscher Pokalsieger 2006
| Position      | Name |
| Tor:          | Julia Eweleit, Selina Frey, Kim Behmenburg |
| Verteidigung: | Doreen Hanck, Lisa-Marie Kuchnia, Mona Pötzsch, Britta Schwethelm, Claudia Spier, Anja Strohmenger, Claudia Weltermann, Sarah Weyand, Jennifer Wieser, Svenja Strohmenger, Ann-Kathrin Strehle, Stephanie Psink |
| Sturm:        | Nina Gall, Jana Kuß, Andrea Lanzl, Traudel Maluga, Inka Schlueter, Nicole Schmitten, Chantal Schneidereit, Julia Wierscher, Sheena Wagaman                                                                      |
| Trainer:      | Robert Bruns |

#### Deutscher Pokalsieger 2007
| Position      | Name |
| Tor:          | Julia Eweleit, Kim Behmenburg, Jastine Borgmann, Laura Brucki                                                                                             |
| Verteidigung: | Doreen Hanck, Rebecca Graeve, Mona Pötzsch, Britta Schwethelm, Claudia Weltermann, Jennifer Wieser, Svenja Strohmenger, Ann-Kathrin Strehle, Maren Krämer |
| Sturm:        | Jana Kuß, Andrea Lanzl, Traudel Maluga, Inka Schlueter, Nicole Schmitten, Chantal Schneidereit, Sheena Wagaman, Maike Hanke, Caroline Sauer               |
| Trainer:      | Robert Bruns |